# Битва при Шантосо
Би́тва при Шантосо́ (фр. Bataille de Champtoceaux), часто Би́тва при Л’Умо́ — первое столкновение длившейся 23 года Войны за бретонское наследство, династического конфликта в Бретани, который затем перерос в Столетнюю войну между Англией и Францией. Эта битва должна была решить исход войны, так как Жан де Монфор, лидер одной из противоборствующих фракций, попал в плен. Однако его жена, Жанна Фландрская, и маленький сын Жан избежали пленения. Их спасение и поддержка со стороны союзника, Англии, позволили продолжить борьбу и в итоге переломить ситуацию.

## Конфликт династий
Война за бретонское наследство была сугубо политическим конфликтом и вертелась вокруг противоречивых требований. Династический конфликт из-за Герцогства Бретань последовал после смерти Жана III, Герцога Бретани 30 апреля 1341 года. На его наследство претендовали два члена Бретонского дома Дрё, его сводный брат Жан де Монфор и его племянница Жанна де Пентьевр. Муж Жанны, Карл де Блуа, был племянником короля Франции Филиппа VI. Французский король был обязан поддержать претензии племянника в соответствии с политическими семейными узами в средневековой Европе. Он, однако, не был готов вести масштабную войну на далёком Бретонском полуострове. Бретань в то время была неизведанной землей, где путешествия были сопряжены с трудностями и общением на неизвестных доселе языках. Филипп VI призвал Жана и Карла прийти к соглашению о правопреемстве.
На этом этапе Эдуард III, король Англии, вмешался в конфликт, предлагая войска и финансовую помощь Жану де Монфору в обмен на оммаж. В случае успеха, Жан таким образом подтвердил бы претензии Эдуарда и позволил ему стать полноправным правителем Франции. Как ни странно, поддержав Жана, чьи претензии на герцогский трон основывались на Салическом законе, Эдуард ставил под угрозу свои собственные притязания на трон Франции, которые были основаны на игнорировании этого же закона. Мысль об английских войсках неистовствующих в Бретани, которые затем оттуда смогли бы попасть в Нормандию и другие части Северной Франции, вселили ужас в Филиппа, и он решил выиграть войну прежде, чем войска Эдуарда смогут прибыть на помощь Жану. Жан тоже не сидел сложа руки, выехав из Парижа за несколько дней до готовившегося ареста по обвинению в измене (за сговор с Эдуардом III). Он прибыл в Нант, где начал собирать армию из своих сторонников.

## Продвижение Карла
К концу сентября 1341 года, Карл де Блуа имел в своём распоряжении 5000 французских солдат, 2000 генуэзских наемников и неизвестное, но большое количеством бретонских солдат. Он расположил свою армию в Анже в долине Луары и был готов выступить к началу октября 1341 года.
Монфору из-за большого количества захваченных им замков и городов в Восточной Бретани пришлось рассредоточить большее количество своих войск по гарнизонам. Монфор обладал следующими замками и городами: города Ренн, Динан и укреплённый замок (chateau fort), который охранял долину Луары в Шантосо. Карл сделал эту твердыню первой целью французской армии, в дальнейшем планировалось взять Нант. Карл де Блуа прибыл к замку 10 октября с частью своей армии и осадил его перед приходом основных сил. Основная армия двигалась медленно, однако само присутствие противника уже вызывало у ряда сторонников Жана тревогу. Памятуя с какой быстротой его предшественники теряли свою власть в ходе династических войн, Жан был вынужден действовать, собрав группу последователей и направившихся на освобождение осажденной крепости.

### Битва при Шантосо
Войска Жана де Монфора были разбросаны по десяткам гарнизонов и, таким образом, он смог найти лишь несколько человек из Нанта, которые усилили его отряд перед главным сражением. Эта сила была недостаточной для того, чтобы бросить вызов авангарду Карла и тем более незначительной по сравнению с крупной французской армией, идущей к крепости. Жан не мог ждать до Нового Года, пока прибудут английский подкрепления в Бретань. Жан остановился в небольшой деревне под названием Л'Умо, в трех милях от Шантосо, он надеялся, что солдаты, отправленные им в крепость, смогут сообщить ему о позиции Карла. К их взаимному удивлению, Жан обнаружил Карла и его телохранителей недалеко от дома, где он остановился. Карл забаррикадировался в башне фермерского дома и оборонялся. В течение двух дней продолжался бой — неоднократные попытки прорвать оборону Карла для Жана окончились ничем. Между тем французская армия приближалась к крепости. Сторонники Жана попытались остановить надвигающуюся армию врага, произошел ряд кровавых и запутанных стычек вокруг арьергарда французской колонны; но эти столкновения не притупили устойчивый порыв блуаской армии к Нанту.

### Осада Нанта
В конце концов Жан признал своё поражение в Шантосо и как можно быстрее отправился в Нант, но за ним увязалась французская кавалерия, которая, наконец его нагнала у Л'Умо. Он потерял многих своих сторонников и наёмников в Шантосо, который пал 26 октября, после того, как факт бегства Жана был обнаружен. Когда Жан приехал в Нант, он был плохо встречен жителями города, которые так отреагировали на его поражение в Шантосо и потери, которые он допустил. Они согласились поддерживать его и дальше, только если он пообещает им, что он сдастся, если город не получит подкреплений в течение месяца. Серия вооруженных рейдов последовала в следующие дни по территории врага со стороны монфортистов. Французская армия атаковала в ответ и начала нападения на отдаленные форты, контролируемые гарнизонами Жана. Захваченные защитники были казнены французами в пределах видимости городских стен, и недовольство в городе выросло до такой степени, что Жану было трудно найти людей, которые поддержали бы его в случае штурма города. Наконец, в конце октября очередная вылазка закончилась катастрофой, когда наемники Жана покинули его в разгар битвы и оставили жителей города на произвол судьбы. Некоторые из монфортистов были обезглавлены французами, а их головы брошены в город с помощью катапульт. Жан был вынужден сдаться по настоянию разгневанного городского совета 2 ноября и был заключен в Лувре в Париже.

## Последствия
Очень скоро сторонники Жана в Бретани были истреблены либо дезертировали. Зимой Карл захватил всю Восточную Бретань, а затем весной и большую часть Западной. В руках сторонников Жана остался только порт Брест, который обороняли Жанна Фландрская, и нескольких английских авантюристов во главе с Вальтером Мэнни. Именно к битве при Бресте в июле 1342 года приплыли обещанные английские подкрепления, и, наконец, война разгорелась вновь.
Жан де Монфор был выпущен в 1343 году, в результате перемирия, которое ограничило его земли в Восточной Бретани. В конце концов он бежал от французской опеки в марте 1345 года, уплыл в Англию, а затем вернулся в Бретань, сделал неудачную попытку вернуть себе город Кемпер и умер в сентябре 1345 года. Его маленький сын, родившийся в Англии, продолжил дело отца и войну, как только достиг совершеннолетия. Сын Жана в конце концов одержит победу над Карлом в битве при Оре в 1364 году и окончит противостояние (но не Столетнюю Войну).